# Marquesat de Dou

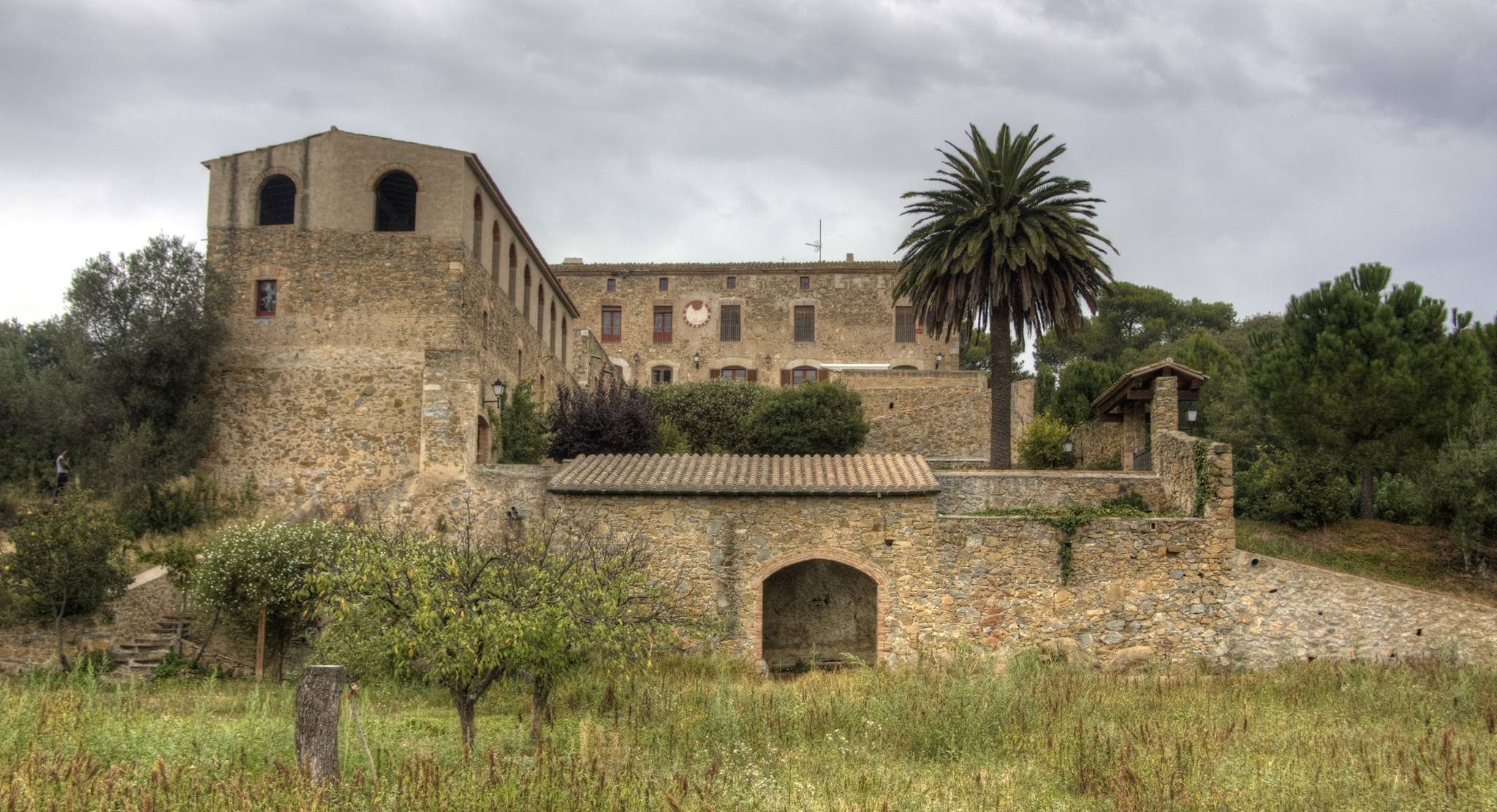
Terrades, Castell de Palau-surroca

El Marquesat de Dou és un títol nobiliari de creació pontifícia. Va ser creat pel papa Lleó XIII en benefici de Lluís Ferran d'Alòs i de Martín (Madrid, 1835 - Barcelona, 1904) el 1880.

## Història
El Marquesat de Dou va ser concedit el 1880 per sa Santedat Lleó XIII a favor de Lluís Ferran d'Alòs i de Martín, germà del segon marquès d'Alòs, també marquès de Llo, Josep Joaquim d'Alòs i de Martín.
Lluís Ferran era cap de la família Dou per matrimoni amb Gertrudis de Dou i de Moner (1844-1924), última hereva de la casa de Dou. Els seus pares eren Lluís Carles d'Alòs i López de Haro, primer marquès d'Alòs, i Maria de la Concepció de Martín i de Magarola, filla del primer baró de Balsareny.
El 1928 s'autoritzà el seu ús a Espanya a favor del seu fill Joaquim Maria d'Alòs i de Dou.

## Propietats
El marquesat de Dou és o ha estat propietari de diversos edificis històrics a Catalunya:
- Antic molí, avui restaurant Molí de L'Escala, a L'Escala.
- Casa Alòs a Ripoll, edifici d'estil modernista (1908) de l'arquitecte Josep M. Pericàs.
- Castell medieval a Palau-surroca en el municipi de Terrades.[4]
- Palau Dou, al carrer de Sant Pere Més Baix, 29 bis-31 de Barcelona, que va pertànyer als marquesos de Dou fins a la Guerra Civil Espanyola.[5]

## Marquesos de Dou
|                       | Titular                                    | Període               |
| Creació per Lleó XIII | Creació per Lleó XIII                      | Creació per Lleó XIII |
| --------------------- | ------------------------------------------ | --------------------- |
| I                     | Lluís Ferran d'Alòs i de Martín            | 01.10.1880-1904       |
| II                    | Joaquim Maria d'Alòs i de Dou              | 1904-                 |
| III                   | Francesc de Paula d'Alòs i de Fontcuberta  | -                     |
| IV                    | Joaquim Maria d'Alòs i de Dou-Martín-Moner | -1959                 |
| V                     |                                            | 1959-1996             |
| VI                    | Joaquín de Alós y de Zayas                 | 04.12.1996-2015       |
| VII                   | Francisco de Alós y de Bonilla             | 2016-present          |